# Hannu Mikkola
Pour les articles homonymes, voir Mikkola.
Hannu Mikkola, né le 24 mai 1942 à Joensuu et mort le 25 février 2021, est un ancien pilote de rallye finlandais, surnommé "Flying Finn" (le Finlandais volant) en référence à son style de pilotage spectaculaire.
Il fait ses débuts en compétition en 1963 et participe au championnat du monde des rallyes dès sa création en 1973. 
Vainqueur de 18 rallyes en mondial, il fut champion du monde en 1983. 
Vainqueur du célèbre marathon Londres / Mexico en 1970 (en) sur Ford Escort, il fut également le premier Européen à remporter l'East African Safari du Kenya en 1972 (alors au calendrier de la Coupe Internationale des Marques). Avec le Français Jean-Pierre Nicolas, il est le seul pilote à avoir remporté les trois manches africaines proposées par le WRC : Maroc, Kenya et Côte d'Ivoire.

## Biographie
La carrière en rallye de Mikkola dure 31 ans. Elle commence en 1963, mais sa période la plus réussie est au cours des années 1970 et 1980.  
Dans les années 1970, Mikkola est un précurseur lors de nombreux événements internationaux ; il conduit habituellement une Ford Escort. Vainqueur sur ce modèle de véhicule en 1970 du célèbre Marathon Londres - Mexico (sur 1850 GT avec Gunnar Palm), en 1972 de l'East African Safari au Kenya (sur RS1600 en CIM - Coupe Internationale des Marques), et en 1973 du Rallye de Nouvelle-Zélande (sur RS1600 avec Jim Porter, première de ses deux victoires dans cette épreuve, mais alors hors du championnat mondial).
Mikkola est rejoint par son copilote suédois Arne Hertz en 1977. Le partenariat Mikkola / Hertz dure treize années jusqu'à la fin de la saison 1990.
Ils remportent le championnat britannique en 1978 sur une Ford Escort RS1800.
En 1979, pour la création du titre pilote en championnat du monde des rallyes, il est un très sérieux prétendant au titre, devant finalement s’incliner pour  un seul point derrière le champion Björn Waldegård. La saison suivante il termine de nouveau vice-champion, mais cette fois-ci il s’incline plus largement devant le nouveau champion Walter Röhrl.
Mikkola change d’équipe pour la saison 1981 et passe chez Audi pour conduire la révolutionnaire Audi Quattro à quatre roues motrices. Ce partenariat est un succès dès le début de la saison sur le Rallye Monte-Carlo : il mène l'épreuve jusqu'à ce qu'un accident le mette hors de course. Partie remise, il remporte la manche suivante le Rallye de Suède de façon convaincante, mais la Quattro a des problèmes de fiabilité et malgré une autre victoire sur le RAC Rally, Mikkola termine seulement troisième du championnat des conducteurs. L’année suivante il remporte le rallye des 1000 Lacs, mais il n'améliore pas sa position au classement final du championnat, de nouveau troisième derrière l'Opel de Walter Röhrl et sa coéquipière Michèle Mouton.
La saison 1983 est l'année de la consécration de H.Mikkola. Avec ses quatre victoires et trois secondes places, lui et Arne Hertz sont enfin devenus champions du monde. À plus de 41 ans il devient le plus âgé des champions planétaires de rallyes, record toujours en sa possession. Il perd son titre la saison suivante en s’inclinant derrière son coéquipier Stig Blomqvist.
En 1985 il va concourir dans seulement quatre rallyes du mondial. Avec trois abandons et une quatrième place, il glisse au 22e rang du classement général final du championnat. L'équipe Audi est dépassée par la nouvelle concurrence des Peugeot et Lancia dans le groupe B. Mikkola reste avec Audi jusqu'à la saison 1987, année où il remporte le Safari Rally dans un Groupe A avec l’Audi 200 Quattro.
À partir de la saison 1988, il passe dans l’équipe Mazda. Il y reste jusqu'à sa demi-retraite en 1991. 
Il continue alors à faire quelques apparitions sporadiques sur les rallyes internationaux, avant un départ définitif en 1993.

## Palmarès

### Titres
| Saison | Titre                                       | Voiture                                                     |
| ------ | ------------------------------------------- | ----------------------------------------------------------- |
| 1968   | Champion de Finlande des rallyes            | Volvo 142 / Volvo 122 S / Ford Escort TC                    |
| 1974   | Champion de Finlande des rallyes (groupe 2) | Ford Escort RS1600                                          |
| 1978   | Champion d'Angleterre des rallyes           | Ford Escort RS1800                                          |
| 1979   | Vice-champion du monde des rallyes          | Ford Escort RS1800 / Mercedes-Benz 450 SLC                  |
| 1980   | Vice-champion du monde des rallyes          | Ford Escort RS / Mercedes-Benz 500 SLC / Ford Escort RS1800 |
| 1983   | Champion du monde des rallyes               | Audi Quattro A1 / Audi Quattro A2                           |
| 1984   | Vice-champion du monde des rallyes          | Audi Quattro A2                                             |
| 1984   | Vice-champion d'Angleterre des rallyes      | Audi Quattro A2                                             |

(N.B. : il participe aussi à la victoire de Ford dans les Championnats d'Europe des marques 1968 (victoire personnelle au 1000 lacs) et 1969 (victoires personnelles à l'alpin d'Autriche et au 1000 lacs), et termine également 3e de la Cup for Rally Drivers anglaise en 1978, ainsi que du championnat d'Afrique en 1984)

### Victoires en rallye

#### Victoires en championnat d'Europe des rallyes
| #                      | Saison                 | Rallye                         | Pays                   | Voiture                |
| Copilote : Anssi Järvi | Copilote : Anssi Järvi | Copilote : Anssi Järvi         | Copilote : Anssi Järvi | Copilote : Anssi Järvi |
| ---------------------- | ---------------------- | ------------------------------ | ---------------------- | ---------------------- |
| 1                      | 1968                   | Rallye des 1000 lacs           | Finlande               | Ford Escort TC         |
| Copilote : Jim Porter  |                        |                                |                        |                        |
| 2                      | 1969                   | Rallye autrichien des Alpes    | Autriche               | Ford Escort TC         |
| Copilote : Anssi Järvi |                        |                                |                        |                        |
| 3                      | 1969                   | Rallye des 1000 lacs           | Finlande               | Ford Escort TC         |
| Copilote : Gunnar Palm |                        |                                |                        |                        |
| 4                      | 1970                   | Rallye des 1000 lacs           | Finlande               | Ford Escort RS1600     |
| Copilote : Arne Hertz  |                        |                                |                        |                        |
| 5                      | 1978                   | Rallye du Pays de Galles (BRC) | Pays de Galles         | Ford Escort RS1800     |
| 6                      | 1978                   | Rallye d'Écosse (SRC)          | Écosse                 | Ford Escort RS1800     |
| 7                      | 1979                   | Rallye du Pays de Galles (BRC) | Pays de Galles         | Ford Escort RS1800     |
| 8                      | 1981                   | Rallye de Suède (et WRC)       | Suède                  | Audi Quattro           |
| 9                      | 1982                   | Rallye d'Écosse (SRC)          | Écosse                 | Audi Quattro           |

#### Autres victoires en championnat d'Angleterre des rallyes (BRC)
- Saison 1984
  - Rallye Breakdown
  - Rallye du Pays de Galles

#### Victoires en championnat du monde des rallyes

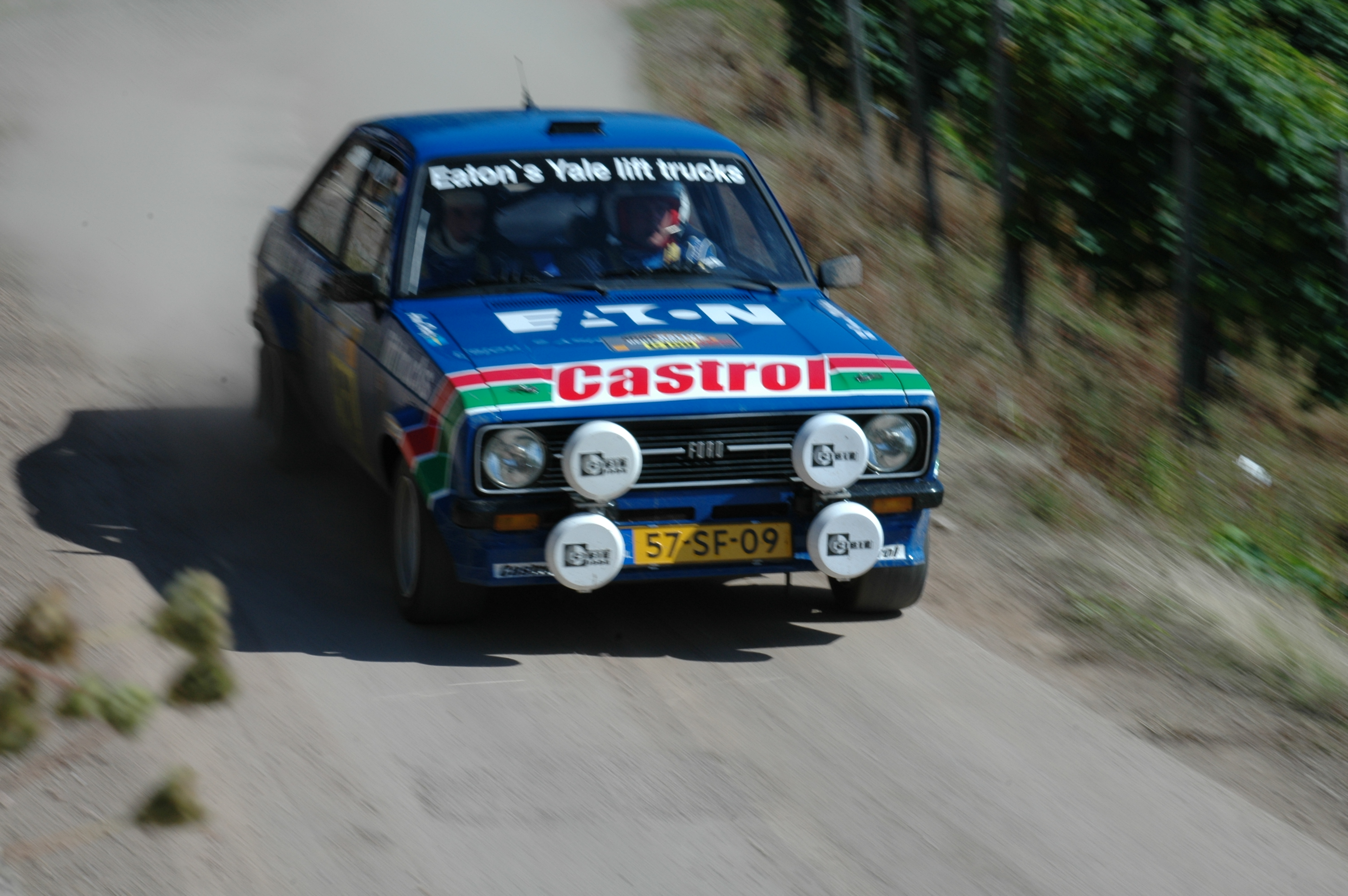
La Ford Escort RS1800 victorieuse au RAC Rally en 1978.

| #                         | Saison                    | Rallye                         | Pays                      | Voiture                   |
| Copilote : John Davenport | Copilote : John Davenport | Copilote : John Davenport      | Copilote : John Davenport | Copilote : John Davenport |
| ------------------------- | ------------------------- | ------------------------------ | ------------------------- | ------------------------- |
| 1                         | 1974                      | 24e Rallye des 1000 lacs       | Finlande                  | Ford Escort RS1600        |
| Copilote : Jean Todt      |                           |                                |                           |                           |
| 2                         | 1975                      | 18e Rallye du Maroc            | Maroc                     | Peugeot 504               |
| Copilote : Atso Aho       |                           |                                |                           |                           |
| 3                         | 1975                      | 25e Rallye des 1000 lacs 1975  | Finlande                  | Toyota Corolla            |
| Copilote : Arne Hertz     |                           |                                |                           |                           |
| 4                         | 1978                      | 34e Rallye de Grande-Bretagne  | Royaume-Uni               | Ford Escort RS1800        |
| 5                         | 1979                      | 13e Rallye du Portugal         | Portugal                  | Ford Escort RS1800        |
| 6                         | 1979                      | 10e Rallye de Nouvelle-Zélande | Nouvelle-Zélande          | Ford Escort RS1800        |
| 7                         | 1979                      | 35e Rallye de Grande-Bretagne  | Royaume-Uni               | Ford Escort RS1800        |
| 8                         | 1979                      | 11e Rallye de Côte d'Ivoire    | Côte d'Ivoire             | Mercedes-Benz 450 SLC 5.0 |
| 9                         | 1981                      | 31e Rallye de Suède            | Suède                     | Audi Quattro              |
| 10                        | 1981                      | 37e Rallye de Grande-Bretagne  | Royaume-Uni               | Audi Quattro              |
| 11                        | 1982                      | 32e Rallye des 1000 lacs       | Finlande                  | Audi Quattro              |
| 12                        | 1982                      | 38e Rallye de Grande-Bretagne  | Royaume-Uni               | Audi Quattro              |
| 13                        | 1983                      | 33e Rallye de Suède            | Suède                     | Audi Quattro A1           |
| 14                        | 1983                      | 17e Rallye du Portugal         | Portugal                  | Audi Quattro A1           |
| 15                        | 1983                      | 03e Rallye d'Argentine         | Argentine                 | Audi Quattro A2           |
| 16                        | 1983                      | 33e Rallye des 1000 lacs       | Finlande                  | Audi Quattro A2           |
| 17                        | 1984                      | 18e Rallye du Portugal         | Portugal                  | Audi Quattro A2           |
| 18                        | 1987                      | 35e Rallye Safari              | Kenya                     | Audi 200 Quattro          |

#### Autres podiums en championnat du monde des rallyes (26)
- 2e du rallye Monte-Carlo, en 1975 et 1982;
- 2e du rallye du Portugal, en 1975;
- 2e du rallye de Grande-Bretagne en 1977, 1980, 1983 et 1984;
- 2e du rallye de Suède, en 1978;
- 2e du rallye du Portugal, en 1975 et 1978;
- 2e du rallye Safari, en 1979;
- 2e du rallye d'Argentine, en 1980 (rallye CODASUR) et 1984;
- 2e du rallye de Sanremo, en 1982;
- 2e du rallye Safari, en 1983;
- 2e du rallye de Côte d'Ivoire, en 1983 et 1984;
- 2e du rallye de l'Acropole, en 1984;
- 3e du rallye de Finlande, en 1976 et 1981;
- 3e du rallye de Nouvelle-Zélande, en 1980 et 1984;
- 3e du rallye de Sanremo, en 1980;
- 3e du rallye Monte-Carlo, en 1984 et 1986;
- 3e du rallye de l'Acropole, en 1987.

#### Résultats complets en championnat du monde des rallyes

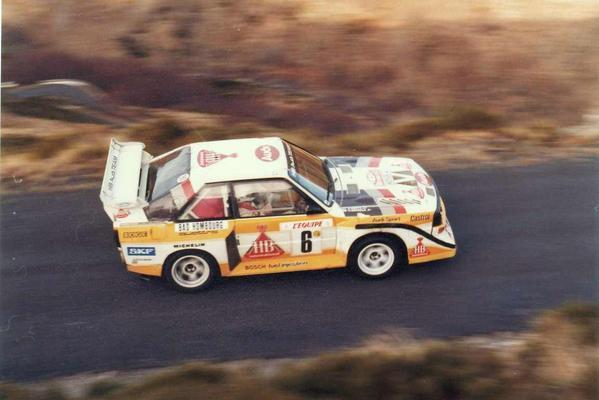
L'Audi Sport Quattro d'Hannu Mikkola lors du Rallye Monte-Carlo 1986.

| Saison | Équipe                       | Départs | Victoires | Podiums | Abandons | Points | Classement final   |
| ------ | ---------------------------- | ------- | --------- | ------- | -------- | ------ | ------------------ |
| 1973   | Privé, Ford                  | 5       | 0         | 0       | 4        | N/A    | Pas de championnat |
| 1974   | Privé, Ford                  | 3       | 1         | 1       | 2        | N/A    | Pas de championnat |
| 1975   | Fiat, Peugeot                | 7       | 2         | 4       | 3        | N/A    | Pas de championnat |
| 1976   | Privé, Toyota, Peugeot       | 8       | 0         | 1       | 6        | N/A    | Pas de championnat |
| 1977   | Toyota, Peugeot              | 6       | 0         | 1       | 5        | N/A    | Pas de championnat |
| 1978   | Privé, Ford                  | 4       | 1         | 3       | 1        | N/A    | Pas de championnat |
| 1979   | Ford, Mercedes-Benz          | 9       | 4         | 5       | 2        | 111    | 2e                 |
| 1980   | Privé, Mercedes-Benz, Toyota | 11      | 0         | 4       | 6        | 64     | 2e                 |
| 1981   | Audi                         | 8       | 2         | 3       | 3        | 62     | 3e                 |
| 1982   | Audi                         | 11      | 2         | 4       | 6        | 70     | 3e                 |
| 1983   | Audi                         | 12      | 4         | 7       | 4        | 135    | Champion           |
| 1984   | Audi                         | 9       | 1         | 8       | 1        | 116    | 2e                 |
| 1985   | Audi                         | 4       | 0         | 0       | 3        | 10     | 22e                |
| 1986   | Audi                         | 1       | 0         | 1       | 0        | 12     | 18e                |
| 1987   | Audi                         | 3       | 1         | 2       | 1        | 32     | 8e                 |
| 1988   | Mazda, Opel                  | 7       | 0         | 0       | 6        | 10     | 31e                |
| 1989   | Privé, Mazda                 | 3       | 0         | 0       | 1        | 12     | 27e                |
| 1990   | Privé, Mazda                 | 4       | 0         | 0       | 3        | 6      | 34e                |
| 1991   | Privé, Mazda                 | 6       | 0         | 0       | 3        | 11     | 25e                |
| 1993   | Subaru, Toyota               | 2       | 0         | 0       | 1        | 4      | 40e                |
| Total  | Total                        | 123     | 18        | 44      | 61       | 655    | 1 titre            |

#### Records en championnat du monde des rallyes
- Champion du monde le plus âgé : 41 ans ;
- Victoire avec différents constructeurs : 5 (Audi - Ford - Mercedes Benz - Peugeot - Toyota) ;
- Victoires d'étapes spéciales / saison : 141 lors du championnat du monde 1981 (35,4 % des ES) ;
- Étapes spéciales disputées comme leader / saison : 175 lors du championnat du monde 1981 (44,0 % des ES) ;
- Rallyes non terminés : 61.

#### Autres victoires

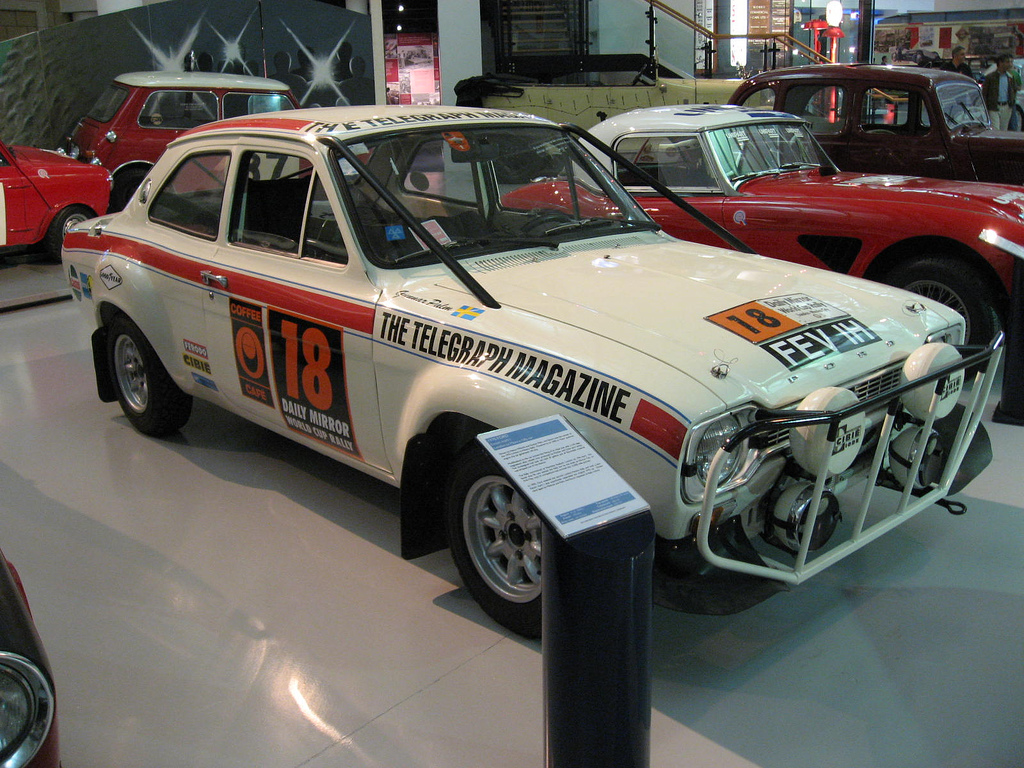
La Ford Escort 1970 du London to Mexico World Cup Rally marathon.

- Vainqueur en 1968 (copilote Chris Lake), 1969 et 1970 du rallye de Jyväskylä;
- Vainqueur en 1970 du rallye des montagnes du Cercle Arctique (ou Napapiirin Tunturiralli), avec Risto Suonio, sur Ford Escort TC;
- Vainqueur en 1970 du rallye de la Coupe du Monde Londres-Mexico, avec Gunnar Palm sur Ford Escort 1850 GT;
- Vainqueur en 1972 de l'East African Safari au Kenya, sur Ford Escort RS1600 (en CIM - Coupe Internationale des Marques).
- Vainqueur en 1973 du rallye de Nouvelle-Zélande, sur Ford Escort RS1600 (avec Jim Porter, 1re de ses deux victoires, mais alors hors du WRC);
- Vainqueur en 1983 du rallye Press on Regardless, sur Audi Quattro (avec Fabrizia Pons);
- Quintuple vainqueur, en 1972 (SRC), 1978 (ERC), 1980 (SRC), 1982 (ERC), et 1984 (SRC), du Rallye d'Écosse, sur Ford Escort RS 1800 (avec Arne Hertz à trois reprises).

#### Records du monde
- Participation aux 8 records du monde d'endurance de la Peugeot 204 Proto Diesel de classe 6 (Catégorie A3, Groupe 3) établis le 22 juin 1973 à l'Autodrome de Linas-Montlhéry (notamment avec Jean Todt et Jean Guichet)[2].

## Distinctions
- Autosport's International Rally Driver Annual Award 2000;
- Membre du Rally Hall of Fame depuis 2011 (seconde promotion).

## Galerie photos

Les voitures d'Hannu Mikkola
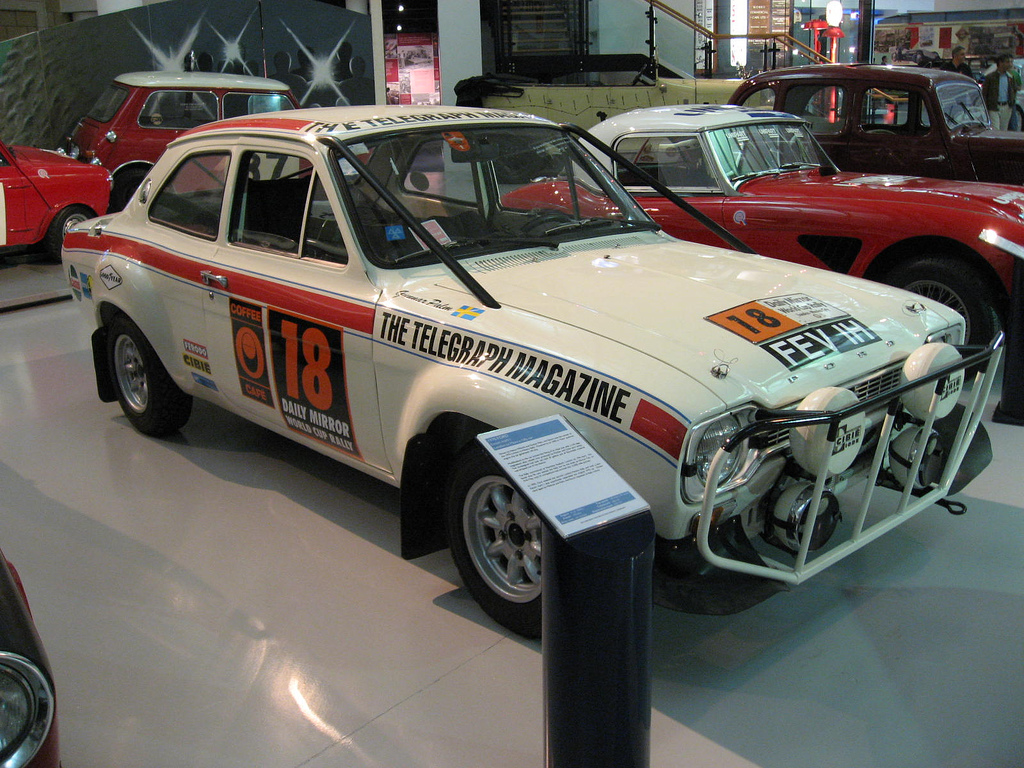
La Ford Escort 1970 du London to Mexico World Cup Rally marathon.
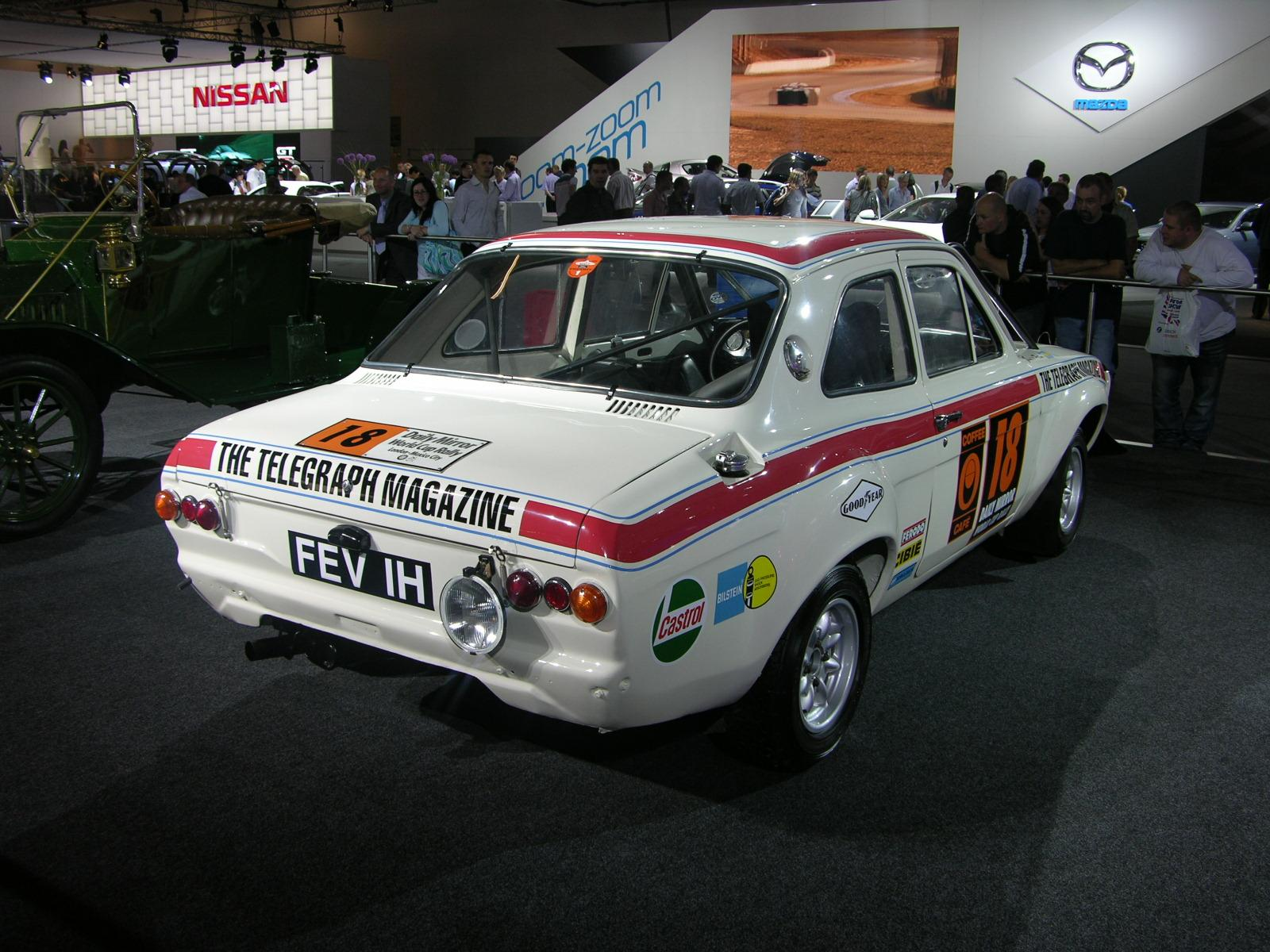
Arrière du même véhicule Ford prototype.
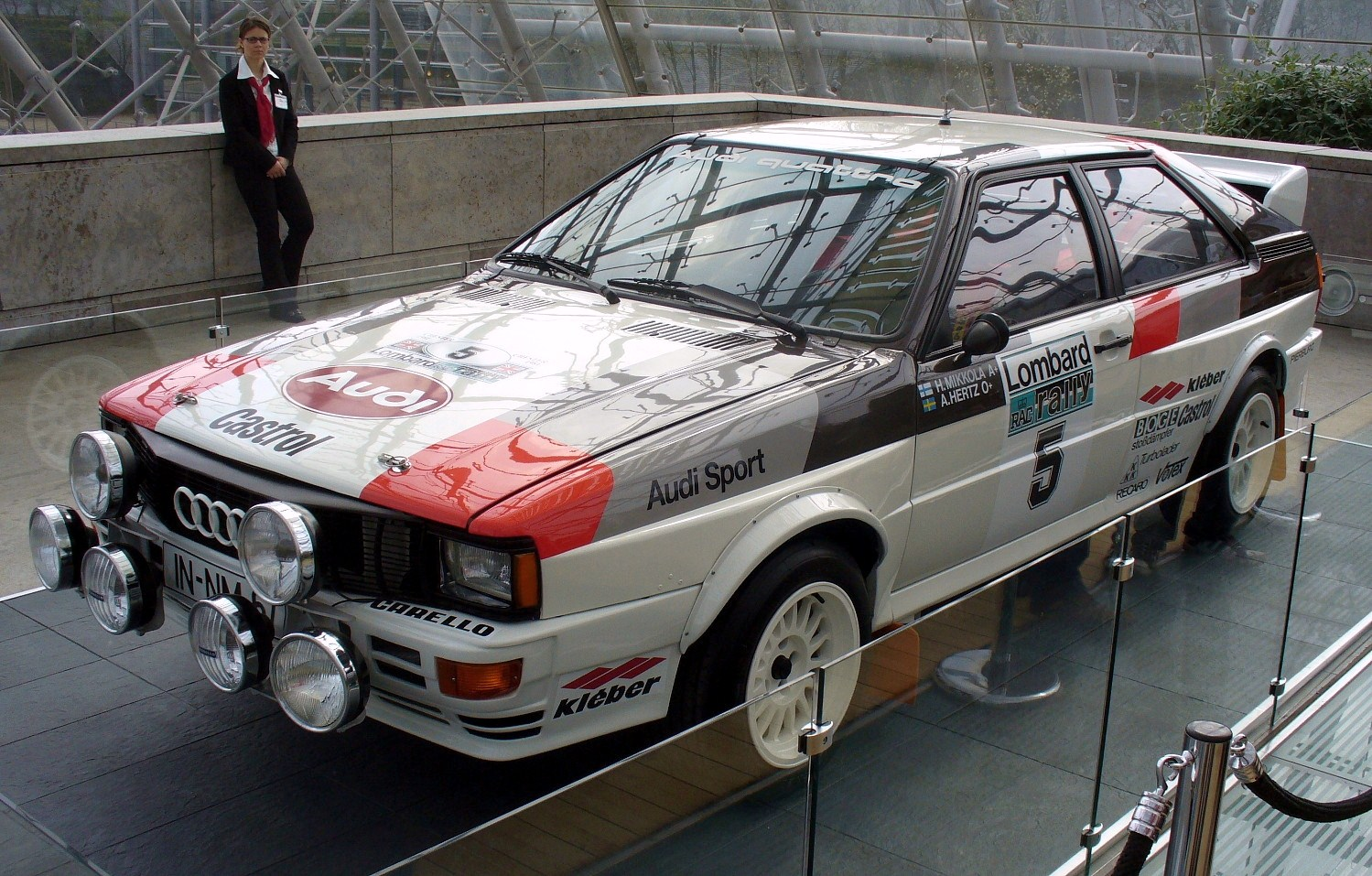
L'Audi Quattro d'Hannu Mikkola, vainqueur en 1981 au RAC Rally
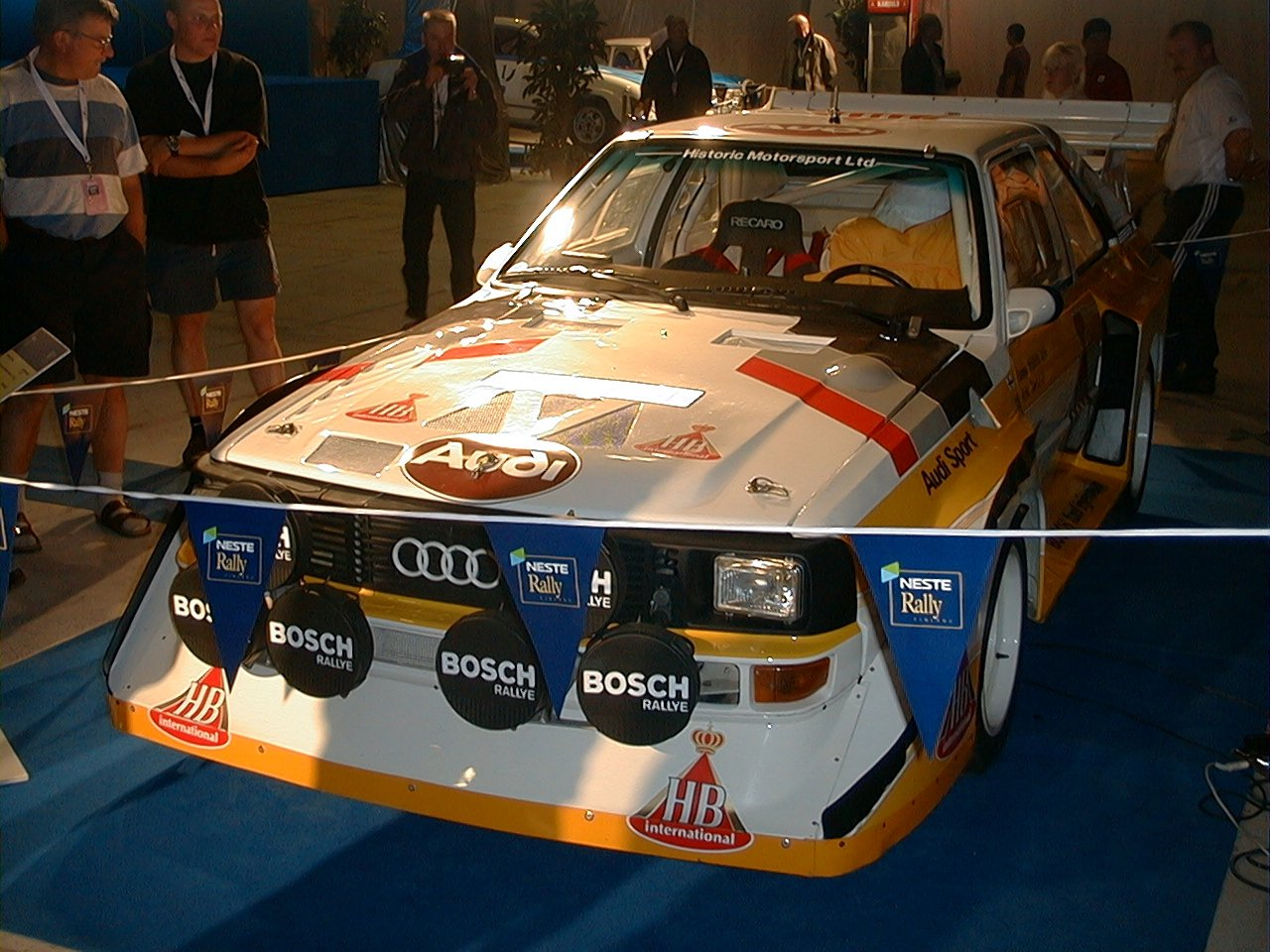
L'Audi Quattro S1 testée par Hannu Mikkola lors du Rallye des 1000 Lacs 1985
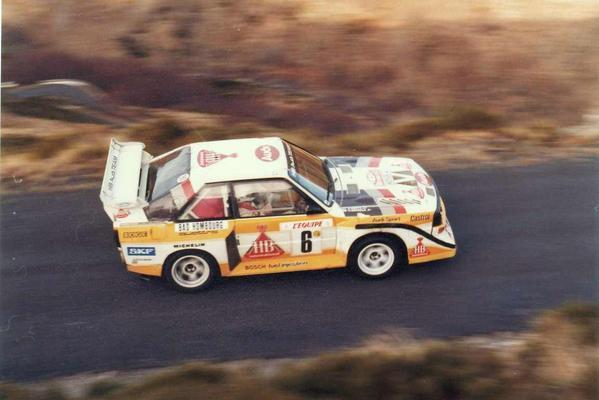
L'Audi Quattro S1 de 1986 conduite par Mikkola, lors du Rallye Monte-Carlo.

## Dans la culture populaire
Il est incarné par Gianmaria Martini dans le film Race for Glory: Audi vs. Lancia (2024) de Stefano Mordini, qui revient sur la rivalité entre Audi et Lancia durant le championnat du monde des rallyes 1983.